# Lueheia lueheia
Lueheia lueheia är en hakmaskart som beskrevs av Lauro Travassos 1919. Lueheia lueheia ingår i släktet Lueheia och familjen Plagiorhynchidae. Inga underarter finns listade i Catalogue of Life.